# Jadon Sancho
Jadon Malik Sancho (* 25. března 2000 Londýn) je anglický profesionální fotbalista, který hraje na pozici křídelníka za anglický klub Chelsea FC, kde je na hostování z Manchesteru United, a za anglickou reprezentaci.
Narodil se a vyrůstal v Londýně s rodiči z Trinidadu a Tobaga a v sedmi letech začal hrát v akademii Watfordu. V roce 2015 se přesunul do akademie Manchesteru City a kvůli nedostatku příležitostí přestoupil v létě 2017 do německé Borussie Dortmund za téměř 8 000 000 €. Zde se stal členem základní sestavy, v sezóně 2018/19 se stal oporou klubu a připsal si 17 asistencí, nejvíce z celé Bundesligy. V sezóně 2019/20 pak s Borussií vybojoval vítězství v německém superpoháru. Sancho se v roce 2021 vrátil do Anglie a podepsal smlouvu s Manchesterem United, s nímž ve své druhé sezoně vyhrál EFL Cup.
Sancho reprezentoval Anglii už v mládežnických výběrech, s týmem do 17 let získal stříbro na EURO 2017 do 17 let. V té samé kategorii vyhrál i Mistrovství světa 2017 do 17 let poté, co po skupinové fázi tým opustil. Za seniorskou reprezentaci debutoval v roce 2018 a o rok později se svým týmem vybojoval bronz v historicky prvním ročníku Ligy národů.

## Klubová kariéra

### Mládež
Sancho se narodil v londýnské čtvrti Camberwell rodičům do rodiny přistěhovalců z Trinidadu a Tobaga. Jedním z důvodů jejich stěhování bylo právě aby jejich syn mohl vyrůstat ve Velké Británii. Společně s rodiči a sestrami vyrůstal v londýnské čtvrti Kennington. Ve škole se díky vášni pro fotbal zapsal do školního fotbalového týmu, kde dostal možnost si zahrát několik soutěžních zápasů. Po škole se učil, rozvíjel a zdokonaloval své fotbalové dovednosti hraním na ulici. Jednoho dne šel malý Sancho se svými nejlepšími kamarády, kterými byli Reiss Nelson a Ian Carlo Poveda ven si zakopat. Jak hráli proti ostatním kamarádům, objevil se u hřiště londýnský trenér Sayce Holmes-Lewis a začal malé kluky sledovat. Byl velmi zaujat a rozhodl se, že dá klukům šanci vyzkoušet si profesionální fotbal.

#### Watford
Sedmiletý Sancho se tak díky pomoci, kterou on a jeho kamarádi od Holmese-Lewise dostali, stal hráčem Watfordu. Kvůli problémům s dojížděním do 35 kilometrů vzdálené akademie mu Watford poskytl ubytování a Sancho začal navštěvovat jeho partnerskou školu, harefieldskou akademii. Holmes-Lewis trénoval Sancha a jeho kamarády v týmu největších jiholondýnských talentů. V celolondýnské mládežnické soutěži pak Sancha a jeho kamarády dovedl k vítězství v kategorii do 11 let. Jedenáctiletý Sancho také začal odmítat nabídky připojit se k Arsenalu nebo Chelsea, protože preferoval Watfordské nastavení, které mu umožňovalo pravidelně trénovat a chodit do školy. Právě v této době začal v akademii ukazovat, jak moc dobrý je. V teenagerských letech se začal Sancho více než na školu zaměřovat na sledování YouTubových videí s Ronaldinhovými či Neymarovými fintami a triky. Stával se tak typologicky především takovým hráčem, jako jeho idoly a jeho schopnosti pracovat s míčem neustále lákaly skauty velkých anglických klubů.

#### Manchester City
V březnu 2015 v rámci programu EPPP přestoupil do Manchesteru City za počáteční cenu 66 000Ł, která i s bonusy mohla dosáhnout 500 000Ł. V modré části Manchesteru však nepřestal překvapovat, vyhrával různá ocenění a rychle se stal jednou z největších hvězd akademie. Po dvou letech, předseda City Khaldoon Al Mubarak oznámil, že Sancho bude jedním z mladíků, které se Citizens budou snažit zapracovat do seniorského mužstva. V červenci 2017 se však Sancho těsně před odletem City na předsezónní turné po USA rozhodl, že s ostatními nepoletí. Trval na tom, že potřebuje novou výzvu a že už ho nebaví stále jen čekat na šanci. Pep Guardiola byl tímto rozhodnutím velice překvapen, protože už měl pro Sancha přichystanou novou smlouvu. "Snažili jsme se hodně. Snažili jsme se přesvědčit jeho otce, matku i agenta, ale jestliže hráč stále opakuje ne, nejde s tím nic dělat," vyjádřil se Guardiola.

### Borussia Dortmund

#### Sezóna 2017/18
31. srpna 2017 podepsal Sancho smlouvu s německou Borussií Dortmund, kam přestoupil za téměř 8 000 000€. Jednou z podmínek ve smlouvě bylo, že se zařadí na soupisku a-týmu, s čímž Dortmund rozhodně problém neměl, jelikož se Sanchem počítal jako s náhradou za francouzského křídelníka Ousmane Dembélého, kterého o několik dnů dříve koupila španělská FC Barcelona. Od Dembélého také zdědil číslo 7. Později uvedl, že se po odchodu do zahraničí, díky jeho předchozím zkušenostem ze stěhování mezi Watfordem a Manchesterem, cítil sebejistě. I tak to ale pro něj nebylo jednoduché, a to zejména kvůli jazykové bariéře.
Na příležitosti v dresu BVB si musel počkat a 21. října se nakonec dočkal svého debutu, když proti Eintrachtu Frankfurt nastoupil k posledním šesti minutám a stal se tak prvním Angličanem v historii, který nastoupil za Dortmund v bundesligovém zápase. V základní sestavě nastoupil poprvé 14. ledna 2018, když při bezbrankové remíze s Wolfsburgem trefil břevno. První asistenci si připsal 19. ledna, když přihrál Shinjimu Kagawovi na vyrovnávací gól na 1:1 proti Herthě Berlín. Po dvouměsíčním léčení poraněného vazu se mu 21. dubna proti Leverkusenu podařilo vstřelit svůj první gól za Borussii a dalšími dvěma asistencemi zakončil výhru 4:0. Do konce sezóny přidal ještě asistenci proti Mohuči a pomohl Dortmundu ke 4. místu a kvalifikaci do Ligy Mistrů.

#### Sezóna 2018/19
V předsezónní přípravě v USA se Dortmund utkal se Sanchovým bývalým klubem Manchesterem City a BVB se podařilo vyhrát 1:0. "Měl jsem co dokazovat a mysím, že jsem si vedl dobře," podotkl Sancho. Novou sezónu začal Sancho 20. srpna asistencí na vítězný gól Marca Reuse ve 121. minutě pohárového zápasu proti Greutheru Fürth. V dalším kole byl u toho, jak Dortmund porazil Union Berlín znovu gólem Marca Reuse ve 121. minutě a pohárová sezóna pro BVB skončila únorovou prohrou v osmifinále s Werderem Brémy na penalty. Mezitím v Bundeslize Sancho podával jeden skvělý výkon za druhým. Už v prvním zápase proti Lipsku si připsal asistenci a o měsíc později přispěl svým prvním gólem v sezóně a asistencí k porážce Norimberku 7:0. Nejlepší měsíc ze Sanchova pohledu však byl říjen. 2. října prodloužil smlouvu s Dortmundem do roku 2022, připsal si asistenci proti Augsburgu, dal gól Stuttgartu, Herthě Berlín dal dva góly a obdržel cenu pro hráče měsíce Bundesligy. Již zmíněnými dvěma góly proti Herthě se také stal prvním hráčem narozeným ve 21. století, který vstřelil dva góly v jednom Bundesligovém zápase a zároveň nejmladším hráčem BVB, kterému se to kdy povedlo. Do konce roku se pak ještě trefil do sítě Schalke a Mönchengladbachu. Ve skupinové fázi Ligy Mistrů se Dortmund mezitím setkal s Atléticem Madrid, Monacem a Clubem Bruggy. V zápase proti Monacu si připsal asistenci, gólem přispěl k vítězství 4:0 nad Atléticem a pomohl týmu k 1. místu ve skupině. V osmifinále přidělil Dortmundu los anglický Tottenham, po dvou prohrách však německý klub ze soutěže vypadl. Hráči Borussie se tak mohli plně soustředit na Bundesligu. V únoru se Sancho trefil proti Hoffenheimu a stal se tak nejmladším hráčem, který vstřelil 8 Bundesligových gólu v jedné sezóně. O patnáct dní později dal gól Leverkusenu a pro změnu překonal rekord Lukase Podolskiho a stal se nejmladším hráčem, který kdy vstřelil 9 Bundesligových gólů v jedné sezóně. 13. dubna překonal další rekord, když vstřelil dva góly do sítě Mohuče a stal se tak nejmladším hráčem v historii Dortmundu, který vstřelil alespoň 10 gólů v jedné Bundesligové sezóně. Do konce sezóny pak ještě dal po jednom gólu Freiburgu a Mönchengladbachu a poté co v lize nastřílel 12 gólů a přidal 17 asistencí byl jmenován v týmu sezóny Bundesligy. Dortmund se tak umístil na 2. místě za Bayernem o pouhé dva body.
Poté co si v této sezóně Sancho připsal celkem 13 gólů a 19 asistencí, zájem velkoklubů o talentované křídlo na sebe nenechal čekat. Už od začátku této sezóny se o něj seriózně zajímal Manchester United a mluvilo se o částce okolo 100 000 000€. Později zájem projevili i kluby jako např. PSG nebo Real Madrid, který za mladého Angličana nabídl dokonce 150 000 000€. Sportovní ředitel Dortmundu Michael Zorc se však několikrát nechal slyšet, že Sancho v BVB zůstane ještě minimálně následující sezónu. Přestupové spekulace skončily až poté, co 21. srpna 2019 Sancho podepsal novou smlovu s Borussií Dortmund.

#### Sezóna 2019/20
Další sezónu v dresu "černožlutých" začal Sancho přesně tam, kde skončil. Na začátku srpna se Dortmund utkal v německém superpoháru s konkurenčním Bayernem a Sancho o sobě dal vědět. Jeden gól vstřelil, na druhý přihrál a Borussia se mohla radovat z vítězství 2:0 a Sancho z první profesionální trofeje. V Bundeslize ve svých výkonech pokračoval. Hned v prvním kole přispěl gólem a asistencí k výhře nad Augsburgem a ve druhém kole přispěl gólem a asistencí k porážce Kölnu. O týden později pak přihrál na jediný gól Dortmundu v zápase proti Unionu Berlín a byl nominován na hráče měsíce Bundesligy.

#### Sezóna 2020/21
Sancho se gólem a asistencí podepsal pod výhrou 3:0 proti Arminii Bielefeld 27. února 2021 ve 23. kole Bundesligy. Dosáhl tak na 50 asistencí v soutěži, což jej učinilo nejmladším hráčem v historii soutěže, jenž této mety dosáhl. Klub po sezóně Sancho opustil, celkem za BVB nastřílel padesát soutěžních branek.

### Manchester United

#### Sezóna 2021/22
V létě 2021 přestoupil Sancho do anglického Manchesteru United; Red Devils za něj zaplatili 73 milionů liber, transfer pak byl doladěn po evropském šampionátu. 14. srpna debutoval jako náhradník za Daniela Jamese při domácí ligové výhře 5:1 nad Leedsem United. 23. listopadu vstřelil svůj první gól za klub a to v zápase základní skupiny Ligy mistrů proti Villarrealu. O pět dní později vstřelil svůj první gól v Premier League proti Chelsea. Ve své první sezóně v Anglii nenavázal na úspěšné angažmá v Borussii Dortmund, v 38 soutěžních zápasech si na své konto připsal jen pět branek.

#### Sezóna 2022/23
Sancho vstřelil 22. srpna 2022 svůj první gól v sezóně 2022/23 při domácím vítězství 2:1 nad Liverpoolem. Na konci října 2022 začal Sancho chybět v zápasech Red Devils, bojoval totiž s fyzickými i psychickými problémy.  Sancho strávil samostatnou přípravou v Nizozemsku poté, co trenér ten Hag prohlásil, že není v natolik dobré fyzické a psychické kondici, aby mohl hrát za United. 1. února 2023 nastoupil do soutěžního utkání poprvé po tříměsíční pauze v semifinálovém utkání EFL Cupu proti Nottinghamu Forest. O tři týdny později nastoupil na závěrečných pět minut finálového utkání proti Newcastlu United a po výhře 2:0 slavil s týmem zisk první trofeje. Ve své druhé sezóně v dresu Manchesteru United odehrál Sancho 41 utkání, v nichž vstřelil 7 branek.

#### Sezóna 2023/24
Sancho byl v létě 2023 spojovaný s možným odchodem do Saúdské Arábie. O hráčův přestup usiloval především Al-Ettifaq, ten však nedokázal přijít s takovou nabídkou, která by uspokojila vedení Rudých ďáblů, anglická strana údajně požadovala 58 miliónů eur.
Na začátku září 2023 Sancho překvapivě chyběl v nominaci na utkání Premier League na hřišti Arsenalu, které United prohráli 1:3 a klesli na jedenácté místo tabulky. Po zápase trenér ten Hag odůvodnil absenci vicemistra Evropy jeho výkony v tréninku. Sancho se proti slovům kouče Manchesteru United ohradil a označil se za obětního beránka. Po kritice trenéra nesměl Sancho trénovat s prvním týmem Red Devils.

#### Borussia Dortmund (hostování)
V lednu 2024 odešel na půlroční hostování bez opce zpátky do Borussie Dortmund.

## Reprezentační kariéra

### Juniorské reprezentace
27. října 2015, hned při svém prvním zápase za anglickou reprezentaci do 16 let proti Japonsku se Sanchovi podařilo skórovat. V únorovém přátelském utkání proti USA dokázal dvěma góly otočit skóre z 1:2 na 3:2 pro Anglii.
25. srpna 2016 se teprve po dvou minutách na hřišti za anglickou sedmnáctku už mohl radovat z gólu, kterým přispěl k vítězství nad Belgií 6:0 a hned v dalším zápase přispěl gólem a asistencí k vítězství nad Chorvatskem 5:0. Následně v kvalifikaci na EURO 2017 do 17 let se Sanchovi podařilo ve čtyřech zápasech vstřelit čtyři góly a připsat si jednu asistenci. V již zmíněném EURU si později i zahrál. Ve třech zápasech základní skupiny dal tři góly a na tři přihrál. Ve čtvrtfinále proti Irsku dal jediný gól zápasu a v semifinále proti Turecku se blýskl gólem a asistencí. Ve finále prohrála Anglie po remíze 2:2 na penalty se Španělskem, ale pro Sancha mohlo být útěchou alespoň jmenování v týmu turnaje. V září 2017 byl Sancho nominován na Mistrovství světa 2017 do 17 let, s čímž však jeho zaměstnavatel Dortmund nesouhlasil. Nakonec se s Anglickou FA dohodli, že po skupinové fázi Sancho zamíří zpátky do Vestfálska. Společně s Anglií postoupil ze základní skupiny, např. poté co proti Chile dva góly dal a na jeden přihrál a z turnaje odjel. Anglie později turnaj vyhrála a Sancho tak mohl v Německu slavit.
Do výběru Anglie do 19 let byl Sancho poprvé povolán v listopadu 2017 na zápasy kvalifikace na EURO 2018 do 19 let. První zápas v této mládežnické kategorii tak odehrál proti Faerským ostrovům a hned v tomto zápase si připsal tři asistence. Proti Bulharsku a Maďarsku vstřelil gól a pomohl Anglii kvalifikovat se na šampionát, na který se však sám nepodíval.

### Seniorská reprezentace
Po úspěšném startu do sezóny 2018/19 byl Sancho 4. října 2018 povolán do Anglické seniorské reprezentace na zápasy Ligy národů 2018/19 proti Chorvatsku a Španělsku. Debutoval proti Chorvatsku, když v 78. minutě přišel na hřiště jako náhradník za Raheema Sterlinga a zápas skončil 0:0. 22. března 2019 nastoupil v základní sestavě při svém prvním soutěžním utkání za Anglii a asistencí na gól Sterlinga přispěl k výhře nad Českem 5:0 v kvalifikačním zápase o EURO 2020. S Anglií se mu poté podařilo získat bronz v Lize Národů 2018/19, po výhře nad Švýcarskem po penaltách. První a po chvíli i druhý gól za Anglii se Sanchovi podařilo vstřelit v dalším kvalifikačním zápase o EURO 2020, tentokrát proti Kosovu, když v nastavení prvního poločasu zvýšil z 3:1 na 5:1 pro Anglii.

## Úspěchy

### Klubové
- 1× Německý Superpohár (2019/20)

### Reprezentační
- 1× Mistrovství světa do 17 let (2017)

### Individuální
- 1× Nejlepší hráč Mistrovství evropy do 17 let (2017)
- 1× Nejvíce asistencí Bundesligy (2018/19)
- 1× Hráč měsíce Bundesligy (říjen 2018)
- Tým sezóny Bundesligy podle kickeru – 2018/19,[95] 2019/20[96]

## Statistiky

### Klubové statistiky
| Klub              | Sezóna           | Liga             | Liga | Liga | Liga |  | Pohár | Pohár | Pohár |  | Evropa | Evropa | Evropa |  | Ostatní | Ostatní | Ostatní |  | Celkem | Celkem | Celkem |
| Klub              | Sezóna           | Divize           | Z    | G    | A    |  | Z     | G     | A     |  | Z      | G      | A      |  | Z       | G       | A       |  | Z      | G      | A      |
| ----------------- | ---------------- | ---------------- | ---- | ---- | ---- |  | ----- | ----- | ----- |  | ------ | ------ | ------ |  | ------- | ------- | ------- |  | ------ | ------ | ------ |
| Borussia Dortmund | 2017/18          | Bundesliga       | 12   | 1    | 4    |  | 0     | 0     | 0     |  | -      | -      | -      |  | -       | -       | -       |  | 12     | 1      | 4      |
| Borussia Dortmund | 2018/19          | Bundesliga       | 34   | 12   | 17   |  | 2     | 0     | 1     |  | 7      | 1      | 1      |  | -       | -       | -       |  | 43     | 13     | 19     |
| Borussia Dortmund | 2019/20          | Bundesliga       | 32   | 17   | 17   |  | 3     | 0     | 0     |  | 8      | 2      | 2      |  | 1       | 1       | 1       |  | 44     | 20     | 20     |
| Borussia Dortmund | Celkem           | Celkem           | 78   | 30   | 38   |  | 5     | 0     | 1     |  | 15     | 3      | 3      |  | 1       | 1       | 1       |  | 99     | 34     | 43     |
| Celkem v kariéře  | Celkem v kariéře | Celkem v kariéře | 78   | 30   | 38   |  | 5     | 0     | 1     |  | 15     | 3      | 3      |  | 1       | 1       | 1       |  | 99     | 34     | 43     |

pozn. Z = Zápasy, G = Góly, A = Asistence

### Reprezentační statistiky

#### Juniorské reprezentace
| Tým        | Rok    | Z  | G  | A  |
| ---------- | ------ | -- | -- | -- |
| Anglie U16 | 2015   | 5  | 5  | 0  |
| Anglie U16 | 2016   | 3  | 1  | 0  |
| Anglie U16 | Celkem | 8  | 6  | 0  |
| Anglie U17 | 2016   | 6  | 5  | 1  |
| Anglie U17 | 2017   | 13 | 11 | 8  |
| Anglie U17 | Celkem | 19 | 16 | 9  |
| Anglie U19 | 2017   | 3  | 1  | 4  |
| Anglie U19 | 2018   | 4  | 1  | 0  |
| Anglie U19 | Celkem | 7  | 2  | 4  |
| Celkem     | Celkem | 34 | 24 | 13 |

#### Seniorská reprezentace
| Tým    | Rok    | Z | G | A |
| ------ | ------ | - | - | - |
| Anglie | 2018   | 3 | 0 | 1 |
| Anglie | 2019   | 5 | 2 | 2 |
| Celkem | Celkem | 8 | 2 | 3 |

pozn. Z = Zápasy, G = Góly, A = Asistence

### Reprezentační góly
| Gól | Datum       | Soupeř | Skóre (min.) | Výsledek | Soutěž                   |
| --- | ----------- | ------ | ------------ | -------- | ------------------------ |
| 1   | 10. 9. 2019 | Kosovo | 04:1 0(44.)  | 5:3      | kvalifikace na EURO 2020 |
| 2   | 10. 9. 2019 | Kosovo | 05:1 0(45.)  | 5:3      | kvalifikace na EURO 2020 |